# Paidiscura pallens
Paidiscura pallens là một loài nhện trong họ Theridiidae.
Loài này thuộc chi Paidiscura. Paidiscura pallens được John Blackwall miêu tả năm 1834.

## Hình ảnh

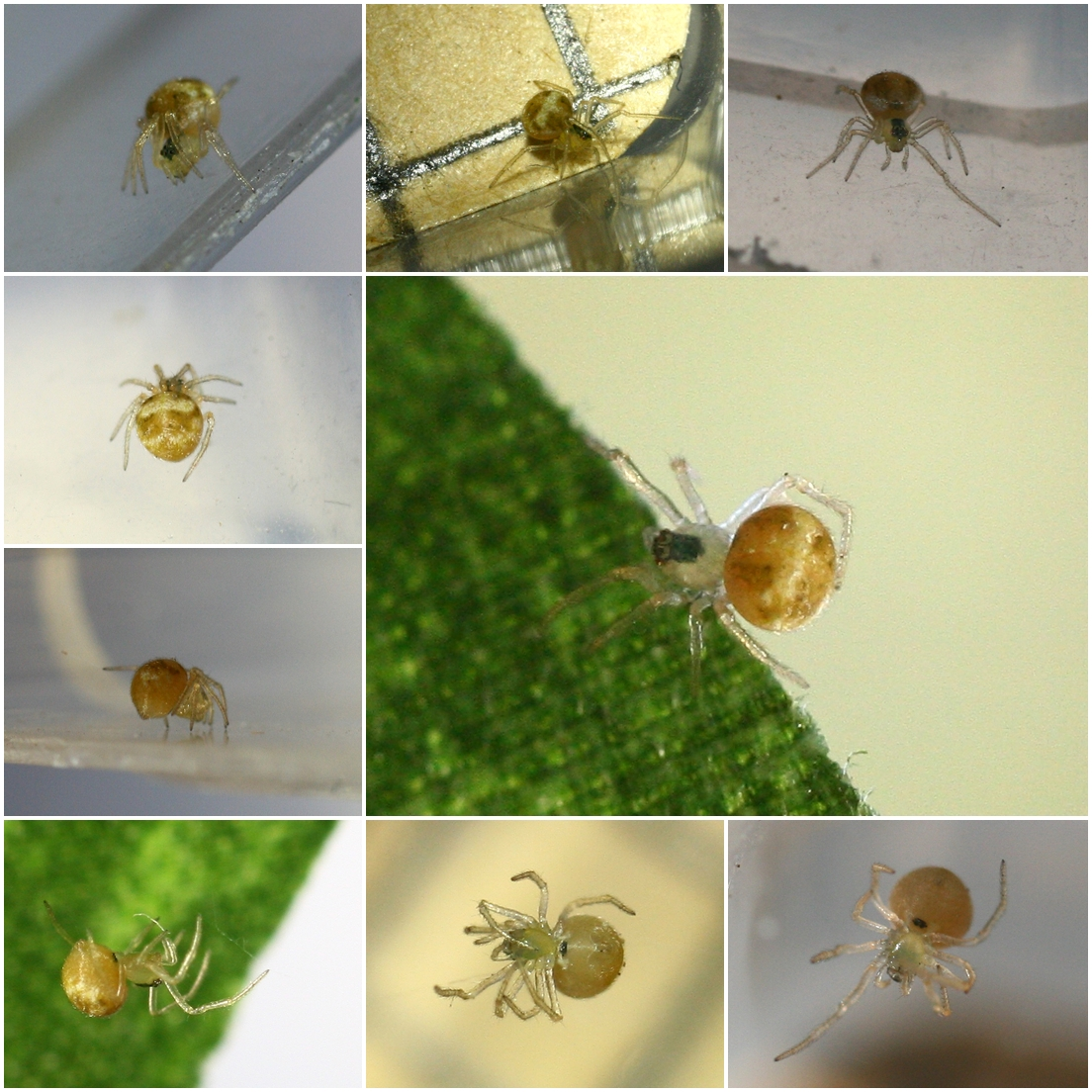